# Grand Prix de Plumelec 1980
Il Grand Prix de Plumelec 1980, sesta edizione della corsa, si svolse il 25 maggio su un percorso con partenza e arrivo a Plumelec. Fu vinto dal francese Christian Muselet della La Redoute-Motobecane davanti al suo connazionale René Bittinger e al belga Jean-Philippe Vandenbrande.

## Ordine d'arrivo (Top 10)
| Pos. | Corridore                  | Squadra                    | Tempo |
| ---- | -------------------------- | -------------------------- | ----- |
| 1    | Christian Muselet          | La Redoute-Motobecane      |       |
| 2    | René Bittinger             | Miko-Mercier-Vivagel-Volvo |       |
| 3    | Jean-Philippe Vandenbrande | Safir-Ludo                 |       |
| 4    | Alan Van Heerden           | Peugeot-Esso-Michelin      |       |
| 5    | Hubert Linard              | Peugeot-Esso-Michelin      |       |
| 6    | André Chalmel              | Renault-Gitane             |       |
| 7    | Herman Van Springel        | Safir-Ludo                 |       |
| 8    | Eugène Plet                | Les Amis du Tour de France |       |
| 9    | Jean Chassang              | Renault-Gitane             |       |
| 10   | Willy Vigouroux            | Safir-Ludo                 |       |